# Císařský
Císařský (do roku 1946 a německy Kaiserwalde) je část města Šluknov v okrese Děčín. Nachází se na západě Šluknova. Prochází zde silnice II/266. Je zde evidováno 219 adres. V roce 2011 zde trvale žilo 503 obyvatel.
Císařský je také název katastrálního území o rozloze 10,3 km2.

## Historie
Nejstarší písemná zmínka pochází z roku 1446. Do roku 1946 nesla obec název Kaiserwalde.

## Obyvatelstvo
|                                                                  | 1869  | 1880  | 1890  | 1900  | 1910  | 1921  | 1930  | 1950 | 1961 | 1970 | 1980 | 1991 | 2001 | 2011 |
| ---------------------------------------------------------------- | ----- | ----- | ----- | ----- | ----- | ----- | ----- | ---- | ---- | ---- | ---- | ---- | ---- | ---- |
| Obyvatelé                                                        | 1 838 | 1 854 | 1 824 | 1 929 | 2 152 | 1 847 | 2 130 | 975  | 821  | 717  | 532  | 442  | 469  | 503  |
| Domy                                                             | 268   | 291   | 288   | 306   | 324   | 335   | 355   | 318  | .    | 182  | 143  | 169  | 165  | 169  |
| Počet domů z roku 1961 je zahrnut v domech místní části Šluknov. |       |       |       |       |       |       |       |      |      |      |      |      |      |      |

## Pamětihodnosti
- Památný strom lípa v Císařském. (51°0′21″ s. š., 14°26′6″ v. d.)
- Pozdně barokní Mariánskou kapli (také nazývanou Botzenská kaple) dal postavit roku 1796 na svahu Partyzánského vrchu (530[8] m n. m.) sedlák Josef Mautsch. Obnovena byla roku 2014.
- Novorománská kaple svatého Jakuba apoštola, jejíž stavba začala roku 1881. Až do druhé světové války cíl pravidelných svatojakubských procesí.
- Drobná výklenková kaple neznámého zasvěcení stojí při hlavní silnici. Původně v ní stála socha neznámého světce (ukradena v druhé polovině 20. století).